# Flughafen Maun

i8
i11
i13
Der Flughafen Maun (englisch Maun Airport, IATA-Code: MUB, ICAO-Code: FBMN) ist der internationale Verkehrsflughafen von Maun in Botswana und gilt als Tor zum Okavangodelta. Er liegt etwa fünf Kilometer östlich der Stadt.
Die meisten Flüge werden von Kleinflugzeugen und Charterfluggesellschaften durchgeführt, die vor allem Touristen und Proviant in das Delta bringen. Der Flughafen Maun ist nach Flugbewegungen der verkehrsreichste Flughafen in Botswana und nach dem Flughafen Gaborone der zweitgrößte nach Zahl der abgefertigten Passagiere. Nach Angaben des staatlichen Betreibers ist der Flughafen einer der verkehrsreichsten des südlichen Afrikas. 2008 gab es 42.708 Flugbewegungen mit 201.010 Passagieren.

## Infrastruktur
Der Flughafen verfügt neben einem Passagierterminal auch über ein kleines Cargoterminal. Zudem gehören zum Flughafen ein Einkaufszentrum (ein Kilometer östlich), Bürogebäude und Restaurants. Autovermietungen und Zoll sind am Flughafen vorhanden, ebenso wie eine Wechselstube.

## Fluggesellschaften und Verbindungen
Air Botswana fliegt im Linienflug nach Kasane und Gaborone im Inland sowie nach Kapstadt und Johannesburg in Südafrika. Air Namibia verbindet den Flughafen mit dem Hosea Kutako International Airport bei Windhoek in Namibia.
Zudem operieren am Flughafen zahlreiche Charterfluggesellschaften.

## Galerie

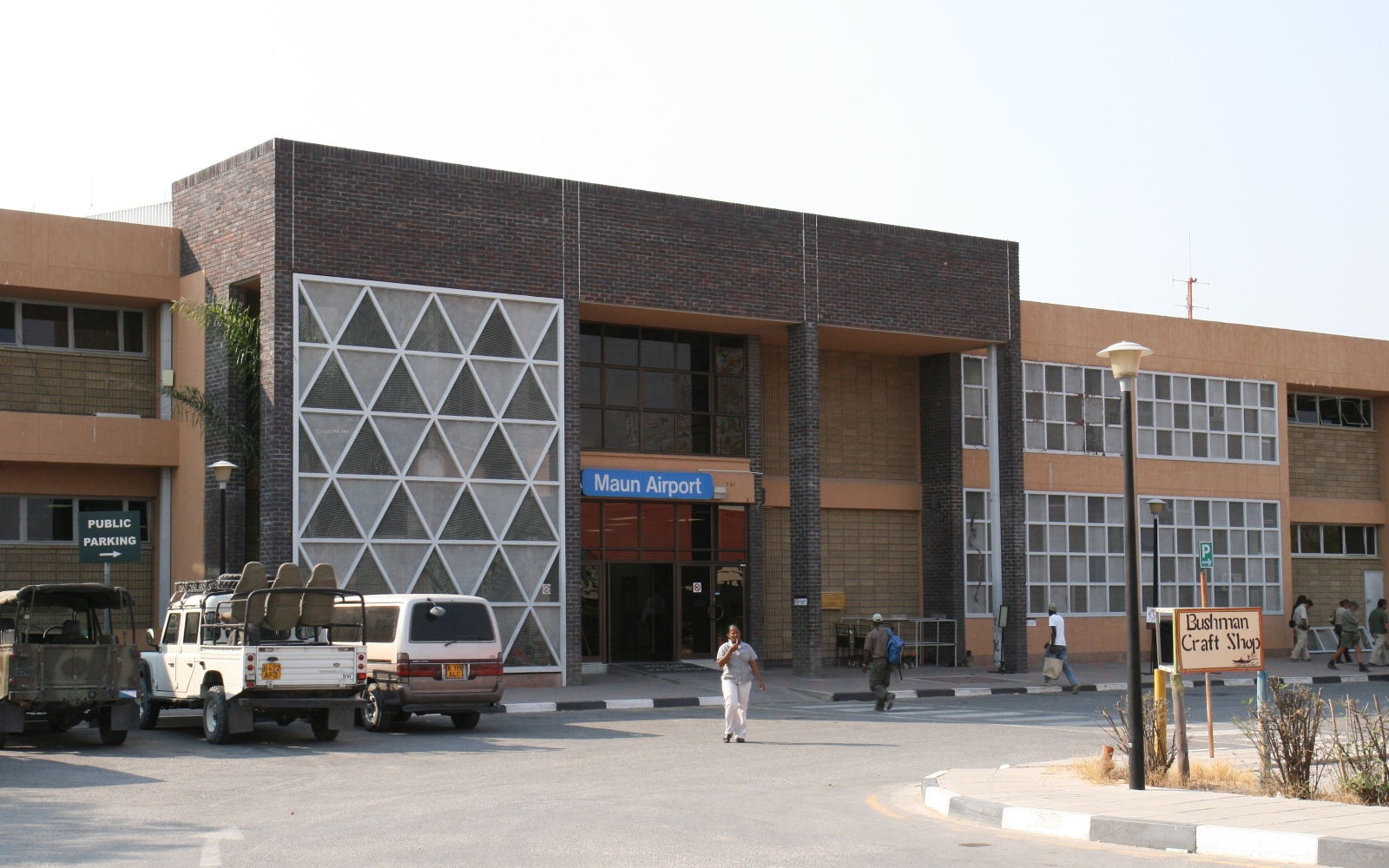
Eingang zum Terminal
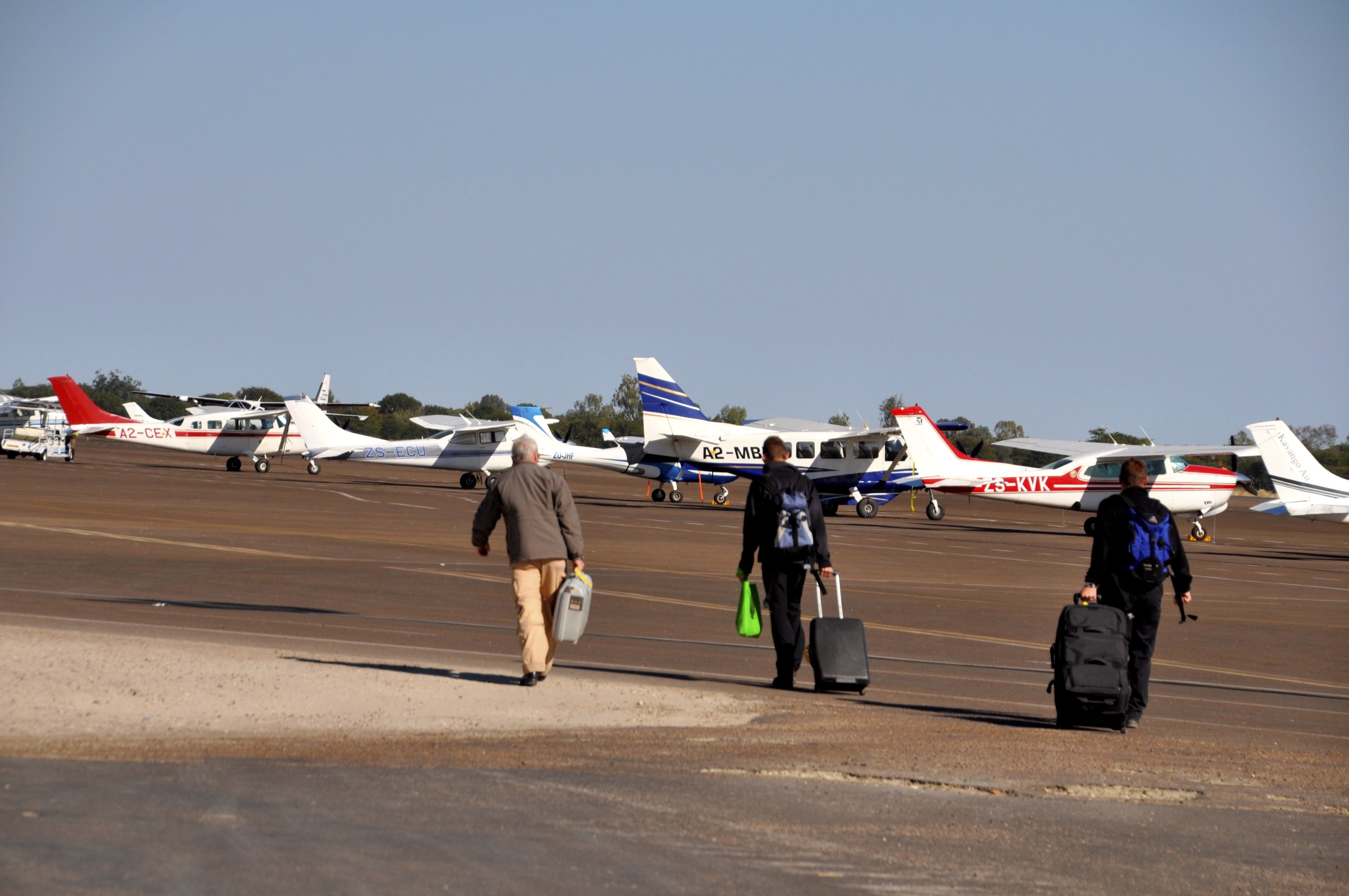
Flugvorfeld in Maun
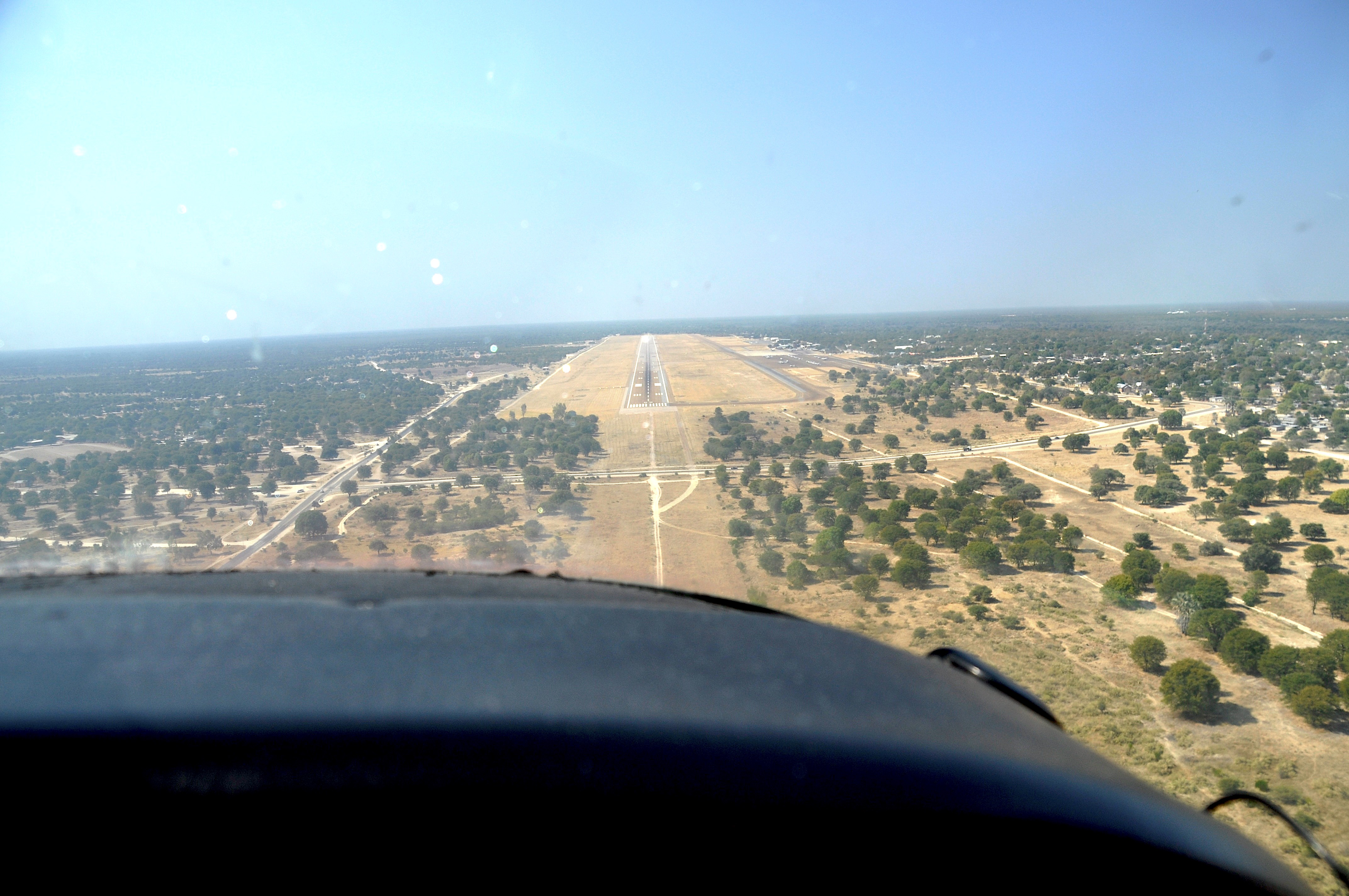
Anflug des Flugplatzes Maun (2015)
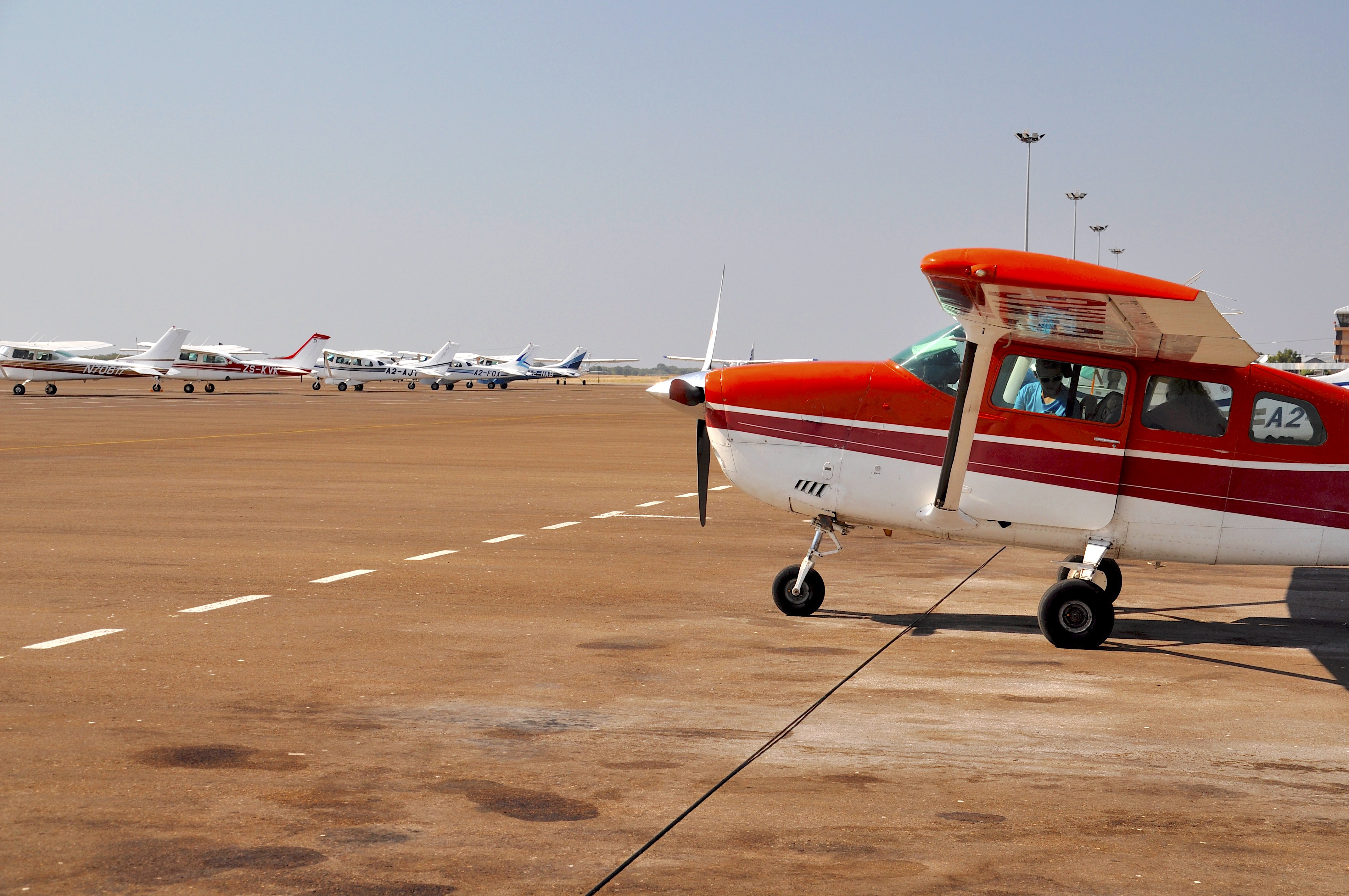
Apron Airport Maun (2015)